# Pheidoliphila carbo
Pheidoliphila carbo är en skalbaggsart som först beskrevs av Lea 1910.  Pheidoliphila carbo ingår i släktet Pheidoliphila och familjen stumpbaggar. Inga underarter finns listade i Catalogue of Life.